# Mahya Dağı
Mahya Dağı (bułg. (Голяма) Махиада - (Goljama) Machiada) - najwyższy szczyt gór Strandża (tur. Yıldız Dağları). Wysokość - 1031 m n.p.m. Znajduje się w południowym paśmie tych gór, na terytorium Turcji, w ilu Kirklareli. Na wierzchołku znajduje się baza wojskowa.